# Menologul lui Vasile al II-lea

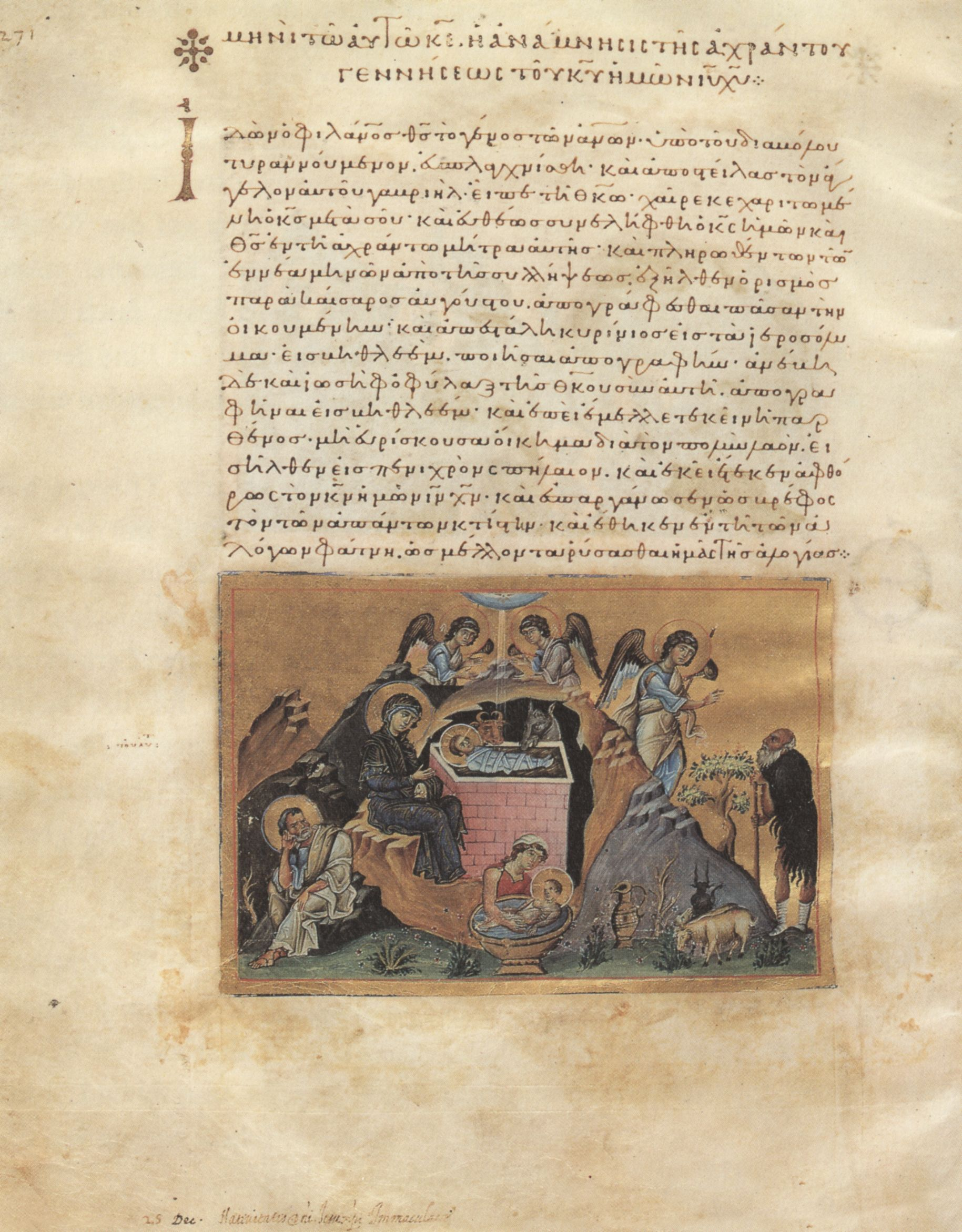
Fila aferentă Crăciunului

Menologul lui Vasile al II-lea este un manuscris realizat în jurul anului 1000, pentru împăratul Vasile al II-lea. Menologul este alcătuit dintr-un sinaxar decorat cu 430 de miniaturi aferente vieților sfinților.